# Hologaster borbonicus
Hologaster borbonicus là một loài bọ cánh cứng trong họ Cerambycidae.